# Доля ангелов (виноделие)
Доля ангелов (англ. the angels’ share) — количество дистиллированного спирта, испаряющегося в процессе выдержки алкогольного напитка. Применение данного термина характерно не только для виски или бурбона, но и для скотча, бренди, коньяка, вина.

## Описание
Выдержка большинства виски происходит в дубовых бочках. Основной целью использования деревянных бочек является удаление нежелательных частей дистиллята (таких как сера), снижение процентного содержания алкоголя и усиление тонких ароматов перегнанного спирта. Все это достигается за счет взаимодействия спирта с древесиной. В свою очередь, обожжённые дубовые бочки, также придают виски уникальные ароматы и влияет на вкусовые характеристики.
Количество спирта, которое испаряется из-за пористой природы дубовых бочек, зависит от ряда факторов, включая климат, в котором хранится выдерживаемый напиток, размер бочки, метод хранения и время выдержки.
В более жарком климате алкоголь испаряется быстрее. В более сухом климате испаряется больше воды, что усиливает крепость напитков. И наоборот, в более влажном климате испаряется больше алкоголя, а остается больше воды, что уменьшает количество алкоголя в напитке.
Размер бочки имеет значение, так как спирт, хранящийся в меньших бочках, испаряется быстрее, потому, что там больше контакта древесины с жидкостью. Это также ускоряет время созревания. В дополнение к этому, воздушные потоки также влияют на процесс. Таким образом, если бочки хранятся на стеллажах или приподняты над землей, вокруг них циркулируют воздушные массы, что способствует испарению.
Для «молодого» или вообще невыдержанного спирта испарение происходит быстрее. Когда виски впервые вливается в бочку, он теряет от 3,5% до 4% алкоголя в год. Однако со временем испарение составит в среднем около 2%. Виски двенадцатилетней выдержки может потерять до 24% жидкости к моменту, когда он будет готов к употреблению от своего первоначального объема.
Также важным фактором является плотность дуба, определяющая интенсивность испарений и напрямую влияющая на долю ангелов при выдержке напитков.
«Чертова фракция» — это то, как винокуры называют количество алкоголя, которое было потеряно поглощением самой бочкой.

## Испарение как процесс
Процесс испарения запускается, как только бочка наполняется свежим дистиллятом. Поскольку бочки редко бывают полностью заполнены, между поверхностью жидкости и верхней частью бочки обычно имеется небольшая воздушная прослойка. В течение первых 48 часов после наполнения свежей дубовой бочки клепки поглощают около 2% от общего объема спирта, в результате чего свободное пространство увеличивается. Химические вещества (вода, спирты, сложные эфиры, летучие соединения серы и т. д.) в жидкости поднимаются в свободное пространство или вступают в контакт с клепками и могут выходить через поры дубовых клепок, либо путем трансформации занимают своё место в свободном пространстве.

### Уровень заполнения и испарение
Дубовые бочки, как правило, заливаются свежим дистиллятом с содержанием этанола 63,5% ABV. Это означает, что оставшаяся часть, примерно на треть, состоит в основном из воды. Поэтому важно рассматривать пары воды и этанола отдельно, так как они испаряются с разной скоростью. Этанол легче удалить из бочки путем испарения, поскольку он более летуч. Количество воды в дубе постоянно уравновешивается концентрацией влаги в окружающей среде за пределами бочки. Чем выше влажность на складе в процессе выдержки, тем меньше воды уйдет из бочки за счет испарения. И наоборот, более сухой воздух на складе вызывает более сильное испарение.

### Температура
Повышение температуры в процессе созревания спиртных напитков увеличивает потери на испарение этанола и воды в бочке, в то время как влажность увеличивает относительную скорость потери обоих веществ. Оба физических параметра, т.е. температура и влажность, влияют на тип созревания. В приземистом традиционном складе с открытым глиняным полом, в котором бочки уложены максимум в три ряда, влажность обычно выше, чем в стеллажном складе до 12 этажей. Этот стеллаж с бетонным фундаментом также намного больше и выше, имеет более тонкие стены и металлическую крышу. В результате внешние температурные колебания легче переносятся внутрь, чем в случае со складом, имеющим толстые каменные стены и шиферную крышу. В то время как в Шотландии с более умеренным климатом верхние бочки на стеллажном складе летом достигают средней температуры окружающей среды около 20°C и лишь немного превышают ее — по сравнению с 10-15°C в нижних рядах. Условия на юге США более благоприятны. При отсутствии естественной или принудительной циркуляции воздуха летом на верхних этажах складов может достигаться температура 50°С и выше, а в нижней части — 18-21°С. 

### Влажность
При высокой влажности воздуха в бочке теряется относительно больше этанола, чем воды, и содержание этанола уменьшается по мере созревания виски. Это типичная ситуация для Шотландии, где относительная влажность часто составляет 80-90 процентов, особенно зимой. С другой стороны, в относительно жарком и сухом климате происходят потери этанола. Это приводит к увеличению концентрации этанола во время созревания в бочке, а это означает, что содержание этанола увеличивается во время созревания. Изменение количества этанола в бочке влияет на скорость созревания и процесс созревания виски. Например, снижение концентрации этанола может ухудшить растворимость компонентов древесины и дистиллята и, следовательно, количество растворимых в этаноле сложных эфиров с длинной цепью. Жиры и компоненты лигнина уменьшаются, а водорастворимые сахара и дубильные вещества увеличиваются. Танины вносят значительный вклад в структуру и баланс виски, влияют на его цвет, а также придают горьковатый, древесный и вяжущий вкус.

### Размер бочки
Спирт, хранящийся в меньших бочках, испаряется быстрее, потому, что у него гораздо больше контакта жидкости с древесиной. Бочки вместимостью менее 50 литров могут давать действительно значительные потери, что также приводит к более быстрому созреванию напитка.